# Daniel Travier
Daniel Travier, né le 1er juillet 1947 à Saint-Jean-du-Gard, est un auteur français.
Il est le fondateur de Maison Rouge-Musée des vallées cévenoles, membre du conseil d'administration de l'établissement public du parc national des Cévennes,, membre du club cévenol, membre non résidant de l'Académie de Nîmes.
Il est auteur et co-auteur de plusieurs livres et articles sur les Cévennes.

## Biographie
Daniel Travier est né en 1947 dans la maison familiale qui fut  bénie par l'évêque en 1567. Il est issu d'une famille protestante installée à Saint-Jean-du-Gard depuis plusieurs générations. Il est le fils d'un ébéniste et d'une professeure de mathématiques.
Il fait des études secondaires à Alès, puis obtient un diplôme d'ingénieur, option génie civil à l'INSA de Lyon. Après un an d'enseignement au lycée Dhuoda de Nîmes et un an de  service militaire, il revient à Saint-Jean-du-Gard pour prendre part à la direction de l'entreprise familiale et artisanale d'ameublement et de décoration.
Tout petit, Daniel Travier a conservé une pièce de monnaie datant de l'époque de Louis XVI, trouvée par son grand-père, Raoul Travier, dans la terre. Ce grand-père, matelassier, a nourri son enfance d'une multitude de contes et lui a transmis son savoir pendant qu'il cousait ses matelas.
À l'âge de 12 ans, il rencontre le pasteur Gaston Cadix, qui lui transmet, outre son savoir et sa passion pour l'histoire, mais aussi son attachement à la culture cévenole.
Dès la fin des années 1950, Daniel Travier commence à collectionner les objets témoins de la vie quotidienne en Cévennes. Au fil des années il va rassembler 30 000 objets dont 10 000 sont exposés à Maison Rouge-Musée des vallées cévenoles,.
À partir de 1964, il organise des expositions de sa collection sur les foires de la région et c'est à l'occasion d'une de ces expositions, en 1969, qu'il va rencontrer l'historien  Philippe Joutard, qui fait, alors des recherches sur les camisards. Sous l'impulsion de ce dernier qui en est le président, il va entrer au  club cévenol association fondée  en 1894 dont le but est de « sauvegarder le patrimoine naturel et culturel des Cévennes et  des  Causses, favoriser uniquement le tourisme qui sache respecter leur originalité ».
De 1977 à 1989, Daniel Travier est adjoint au maire de sa commune, Robert Ruas, avec une délégation à la  culture, l'environnement, le patrimoine et le tourisme.
En 2017, ses collections sont rassemblées à  Maison Rouge-Musée des vallées cévenoles, dernière filature de soie à avoir fermé en France.
Daniel Travier est aussi auteur et co-auteur de livres ou d'article traitant du patrimoine culturel (la culture du châtaignier, le travail de la soie, les ruches troncs...), de l'histoire huguenote et de la littérature cévenole en langue d'oc.
En 2015, Raymond Achilli réalise un documentaire qui dresse le portrait de Daniel Travier,.

## Distinction
En 2007, il est promu au grade d'officier de la Légion d'honneur.
Il reçoit le Cabri d'or en 2021.

## Publications
- Les armoires figurées du Bas-Languedoc, Martine Nougarede, Laurent Puech, Daniel Travier, novembre 2000, Éditeur : Le Bibliofil  (ISBN 291286318X)  (ISBN 978-2912863188)
- 4 saisons en Cévennes, juillet 2019[21].
- De la ruche-tronc à la ruche à cadres : ethnoécologie historique de l’apiculture en Cévennes, juillet 2016[22].
- Contes, chansons & récits, vallée française et pays de Calberte, 1999[23]
- L'image et le regard. Les Cévennes et la photographie, 1870-1930. Septembre 1993[24]
- Le temps cévenol tomes I, II et III[25],[26],[27]
- Cévennes n°53-57.Architectures & paysages de la soie : le fil de la mémoire. 1997.   (ISBN 2951109407 et 9782951109407)
- Les chemins de la soie - Itinéraires culturels en Cévennes - Bas-Languedoc - Cévennes - Vivarais. 1993 [28]
- Les  Cévennes  de la Montagne à l'Homme.1981 [29]
- Dire les Cévennes mille ans de témoignages.1994[30]

### Publications préfacées par Daniel Travier
- Un été en Cévennes : demain nous partirons, d'Aimé Vignon, 2018[31]
- Le Gard dans la tourmente révolutionnaire de Nelly Duret, 2020[32]
- Marius Pierredon, Mystérieux photographe cévenol de Michel Saumade, 2024[33]